# Super Crazy
Francisco Pantoja Islas (ur. 3 grudnia 1973) to meksykański wrestler, lepiej znany jako  Super Crazy. Do niedawna pracował w World Wrestling Entertainment występując w jego brandzie SmackDown!.

## Wrestling
- Ulubione akcje
  - Crazy Bomb (Straight jacket lift przechodzący w Release powerbomb)
  - Różne typy Moonsault
    - Corkscrew
    - Diving
    - Double jump
    - Side slam
    - Springboard
    - Standing
    - Trzy salta z rzędu, każde z coraz wyższej części narożnika

  - Brainbuster
  - Corkscrew slingshot crossbody
  - Elevated mounted punches podczas których widownia liczy do 10 po hiszpańsku
  - Rope run tornado DDT
  - Spinning wheel kick
  - Dropkick
  - Tilt-a-whirl backbreaker

## Mistrzostwa i osiągnięcia
- Extreme Championship Wrestling
  - ECW World Television Championship (1 raz)[1]

- International Wrestling Association
  - IWA Hardcore Championship (9 razy)[2]
  - IWA Intercontinental Heavyweight Championship] (2 razy)[3] (Pierwszy)
  - IWA World Junior Heavyweight Championship (3 razy)[4]

- NWA: Extreme Canadian Championship Wrestling
  - NWA Canadian Junior Heavyweight Championship (1 raz)[5]

- Pro Wrestling Illustrated
  - PWI uznało go za #37 spośród 500 najlepszych wrestlerów w 1999 roku[6]

- Pro Wrestling ZERO-ONE
  - ZERO-ONE/UPW/WORLD-1 International Junior Heavyweight Championship (1 raz)

- Universal Wrestling Association
  - UWA World Junior Heavyweight Championship (1 raz)
  - UWA World Welterweight Championship (2 razy)

- Inne tytuły
  - CWA Junior Heavyweight Championship (2 razy)